# Hygrolycosa rubrofasciata
Espèce
Synonymes
- Trochosa rubrofasciata Ohlert, 1865
- Lycosa farrenii O. Pickard-Cambridge, 1871

Hygrolycosa rubrofasciata est une espèce d'araignées aranéomorphes de la famille des Lycosidae.

## Distribution
Cette espèce se rencontre en zone paléarctique.

## Description

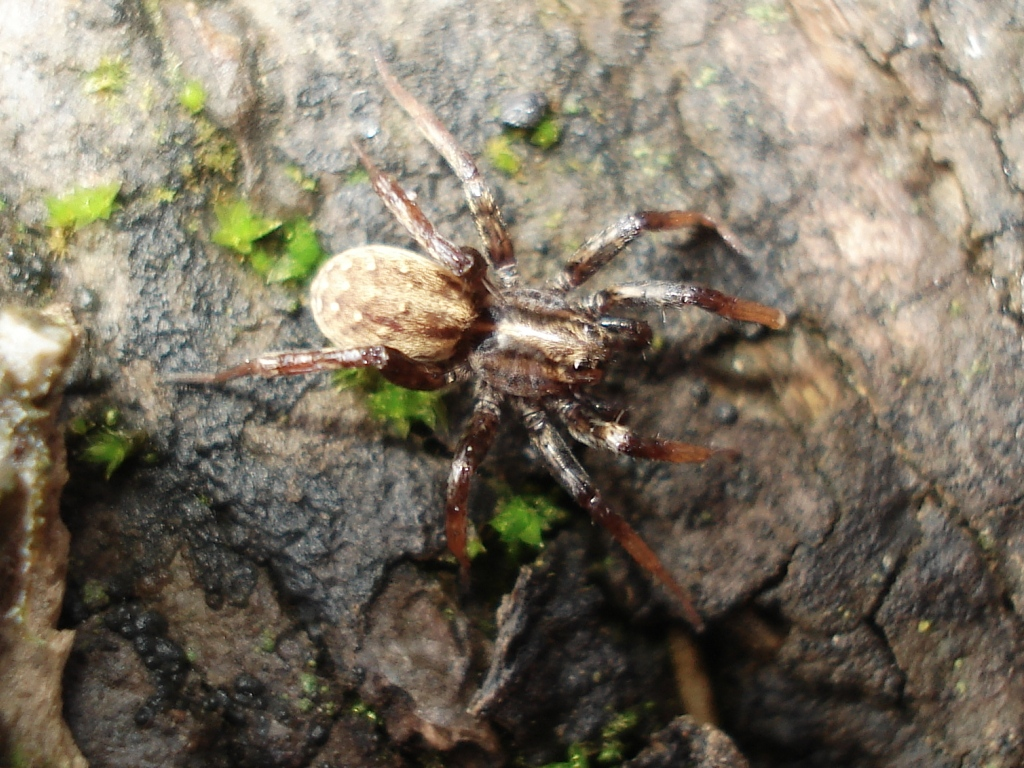

Les mâles mesurent de 5 à 5,5 mm et les femelles de 5,5 à 6 mm.

## Publication originale
- Ohlert, 1865 : Arachnologische Studien. Programm zur öffentlichen Prüfung der Schüler der höheren Burgschule Königsberg, vol. 1865, p. 1-12.